# Zootopia+
Zootopia+ (comercializada como Zootropolis+ en Europa) es una serie de televisión web derivada animada basada en la película Zootopia de Byron Howard, Rich Moore y Jared Bush. Producida por Walt Disney Animation Studios, la serie se estrenó en Disney+ el 9 de noviembre de 2022.

## Sinopsis
La serie de antología presenta seis historias que tienen lugar durante los eventos de la película original.

## Reparto
- Bonnie Hunt como Bonnie Hopps
- Don Lake como Stu Hopps
- John Lavelle como Yax
- Leah Latham como Fru-Fru
- Michelle Buteau como Tru-Tru
- Katie Lowes como Molly Hopps, Brianca y voces adicionales
- Crystal Kung Minkoff como Charisma
- Porsha Williams como Christine
- Maurice LaMarche como Mr. Big
- Alan Tudyk como Duke Weaselton
- Imari Williams como Rhino Boss y voces adicionales
- Nate Torrence como Oficial Benjamín Garraza
- Idris Elba como Jefe Bogo
- Allison Trujillo Strong como Gazelle. Se usaron grabaciones de archivo de Shakira, quien fue acreditada únicamente como Gazelle, de la película original.
- Charlotte Nicdao como Sam
- Raymond S. Persi como Flash
- Kristen Bell como Priscilla
- John Lavelle como Gerald Cook y voces adicionales
- Byron Howard como Bucky
- Jared Bush como Pronk

Ginnifer Goodwin y Jason Bateman repiten sus papeles como Judy Hopps y Nick Wilde, respectivamente, a través del audio archivado de la película original.

## Episodios
| N.º en temp. | Título                                | Animación supervisada por | Historia de | Fecha de emisión original |
| --- | ------------------------------------- | ------------------------- | ----------- | ------------------------- |
| 1 | «Hopp on Board»                       | —                         | —           | 9 de noviembre de 2022    |
| Poco después de despedirse de Judy cuando parte hacia Zootopia, sus padres, Bonnie y Stu, notan que su hija menor, Molly, está arriba del tren que lleva a Judy. Corren persiguiéndolos en su camión, evitando golpear a otras personas en su camino, sin informar a Judy de la situación. Stu finalmente logra subirse al tren, pero termina cayéndose y siendo rescatado por Bonnie después de luchar con los entornos de Zootopia. El tren llega a la estación y Molly casi cae a los rieles, pero Bonnie y Stu la salvan antes de que pueda ser atropellada por un tren. Molly luego se sube a un tren que regresa a Las Madrigueras, lo que obliga a Bonnie y Stu a perseguirla una vez más. |                                       |                           |             |                           |
| 2 | «The Real Rodents of Little Rodentia» | —                         | —           | 9 de noviembre de 2022    |
| Un programa de telerrealidad entrevista a Fru-Fru y sus amigas, donde tuvo que lidiar con que su prima Tru-Tru fuera la dama de honor y planeara su próxima boda, lo que lleva a una pelea entre ellas. Fru-Fru se fue de compras cuando casi la aplasta una dona gigante, solo para ser salvada por Judy. Después de tener una epifanía, deja el programa y arregla sus diferencias con Tru-Tru, quien luego le da el vestido que usó su madre en su boda. Las vistas previas del próximo episodio muestran que las chicas habían inhalado aulladores nocturnos que se pusieron en el ramo de la boda, lo que las enfureció salvajemente. |                                       |                           |             |                           |
| 3 | «Duke the Musical»                    | —                         | —           | 9 de noviembre de 2022    |
| Después de ser atrapado por Judy y humillado públicamente, Duke Weaselton reconsidera sus elecciones de vida a través de una canción, lo que lo coloca en un escenario de hacerse rico haciendo todo tipo de planes hasta que llega a la conclusión de que su pasado accidentado es un problema. Decide cambiar su vida devolviéndole la billetera a una anciana cabra, solo para que la atropelle un camión de seguridad que contiene mucho dinero, lo que lo devuelve a sus viejas costumbres. |                                       |                           |             |                           |
| 4 | «The Godfather of the Bride»          | —                         | —           | 9 de noviembre de 2022    |
| En la boda de Fru-Fru, Mr. Big da un discurso y retrocede a sus humildes comienzos, donde llega a Zootopia junto con su abuela, y tiene que enfrentar los desafíos de ser un pequeño mamífero mientras ayuda a su abuela a vender cannolo al resto del barrio. Se hizo amigo de un oso polar y juntos se enfrentan a unos mafiosos que intentan expulsar a los pequeños mamíferos de la ciudad. Usando su ingenio y la ayuda de sus amigos, Mr. Big es capaz de vencer a los mafiosos, ganando el respeto de la comunidad y convirtiéndose en el Don de Pequeña Rodencia. |                                       |                           |             |                           |
| 5 | «So You Think You Can Prance»         | —                         | —           | 9 de noviembre de 2022    |
| Garraza se entera de que el programa de talentos más grande de Zootopia, El show de tus sueños , está buscando un par de bailarines de respaldo para Gazelle, por lo que decide participar y llama a un código rojo en el estudio para conseguir un compañero para la competencia. Jefe Bogo llega al estudio y Garraza lo engaña haciéndole creer que están trabajando como agentes encubiertos para unirse a la competencia. Cuando llegan a su oportunidad, Garraza le dice a Bogo la verdad y este decide abandonar la competencia, dejando a Garraza al borde de la eliminación. Sin embargo, Bogo regresa y ayuda a Garraza a ganar la competencia, convirtiéndose en los bailarines de respaldo de Gazelle. La competencia se revela como un sueño cuando llega Garraza. Después de ser alertado de que Judy encontró a los catorce mamíferos desaparecidos, Garraza rápidamente va a informar a Bogo, quien está jugando el juego de baile de Gazelle en su teléfono. |                                       |                           |             |                           |
| 6 | «Dinner Rush»                         | —                         | —           | 9 de noviembre de 2022    |
| Una nutria camarera llamada Sam espera terminar su trabajo a tiempo para ir al concierto de Gazelle. Sin embargo, sus últimos clientes son Flash y Priscilla, los perezosos de la oficina del DMV, y ella lucha por lidiar con su forma lenta de moverse y hablar, lo que genera un caos en el resto del restaurante. Los clientes confrontan a Sam por su pésimo servicio, pero para su sorpresa, Flash le propone matrimonio a Priscilla, quien felizmente acepta. También tienen una prisa comprensible por llegar al concierto, por lo que le ofrecen llevar a Sam, solo para que Judy y Nick los detengan por exceso de velocidad. |                                       |                           |             |                           |

## Producción

### Desarrollo
El 10 de diciembre de 2020, la directora creativa de Walt Disney Animation Studios, Jennifer Lee, anunció que una serie derivada titulada Zootopia+ y basada en la película de 2016 Zootopia está en desarrollo en el estudio para Disney+. Trent Correy y Josie Trinidad, quienes trabajaron como animador y jefe de historia de la película, respectivamente, están listos para dirigir la serie. Correy sugirió la idea de la serie durante una presentación de lanzamiento en 2020, como uno de los tres lanzamientos para posibles series de Disney+. Trinidad originalmente estaba programada para dirigir solo dos episodios de la serie, pero su entusiasmo por trabajar en el proyecto hizo que ascendiera a codirectora de toda la serie junto a Cortney. La serie se produjo de forma remota debido a la pandemia de COVID-19, lo que complicó el proceso de producción según el productor Nathan Curtis. El lanzamiento de Correy contó con 10 historias, pero cuatro de ellas tuvieron que descartarse debido a que recibieron un pedido de 6 episodios. Lee es productora ejecutiva de la serie junto con los codirectores de Zootopia y los directores de Encanto, Byron Howard y Jared Bush.

### Escritura
La serie se escribió durante el proceso del guion gráfico, con artistas de la historia escribiendo líneas o desarrollando la estructura de la historia de cada episodio. Cada episodio explora personajes secundarios de Zootopia durante los eventos de la película, y la serie presenta un género diferente por episodio, una idea concebida por Correy. Los episodios se escribieron en orden cronológico, y cada episodio coincidió en la emisión con el orden de las escenas en las que se desarrollan. La idea de que la serie se centre en personajes secundarios durante los eventos de la película se concibió debido a que los cineastas querían explorar más a fondo el mundo y los personajes representados en la película. Uno de los episodios explora la vida del jefe de la mafia Mr. Big desde su infancia hasta la boda de su hija en un homenaje a El Padrino II, al mismo tiempo que explora los problemas de inmigración.
Según Trinidad, algunos de los cortos ya fueron planeados por Correy, mientras que otros fueron concebidos durante la producción. Se cambiaron otras ideas durante la producción, como el episodio centrado en Duke Weaselton, que originalmente se escribió como una película de robos en la línea de Ocean's Eleven. La idea del episodio final centrado en Flash y Priscilla en un restaurante fue concebida por Correy, Trinidad y el supervisor de historia Michael Herrera. Se consideraron varias ideas sobre cómo retratar la historia, incluido un documental sobre la naturaleza y una historia de terror, antes de concebir una idea que se centró en que un nuevo personaje aprendiera a aceptarlos, ya que los realizadores sintieron que Flash no «necesitaba cambiar».

### Animación
La serie marca la primera vez que el software de animación Presto de Pixar se usa de manera destacada en un proyecto que no es de Pixar. El jefe de personajes Frank Hanner actualizó los modelos de personajes de la película original para hacerlos compatibles con el software.
El diseñador de producción Jim Finn trabajó en estrecha colaboración con los directores de fotografía Joaquin Baldin y Gina Warr Lawes para desarrollar el estilo visual de cada episodio. La editora Shannon Stein trabajó durante el proceso de edición para ayudar a establecer el tono y el género distintivos de cada episodio.

### Música
Cinco de los episodios fueron compuestos por Curtis Green y Mick Giacchino. Sin embargo, el padre de Giacchino, Michael Giacchino, quien compuso para la película original de Zootopia, compuso la música para «Duke the Musical». La canción escrita para el mismo episodio, «Big Time» fue compuesta por Michael con letra de Kate Anderson y Elyssa Samsel (Olaf's Frozen Adventure, Central Park).

## Recepción

### Recepción crítica
Alexander Navarro de MovieWeb llamó a Zootopia+ la «extensión perfecta de la película original de Zootopia», afirmando, «Zootopia+ muestra más del mundo de Zootopia que los espectadores no conocían antes, siguiendo a todos los personajes memorables presentados en la película de 2016. Dado que cada episodio tiene aproximadamente solo un tiempo de ejecución promedio de 7 minutos, la serie tiene mucho más potencial para ser más entretenida para los espectadores con una mayor cantidad de episodios. Si bien no ha habido mucha confirmación sobre una secuela de la película, por ahora, los fanáticos pueden volver a sumergirse en el mundo gloriosamente colorido y ecléctico de Zootopia». Tara Bennett de IGN le dio a la serie de televisión una calificación de 8 de 10, y escribió: «Zootopia+ es una inmersión divertida en el mundo de los personajes secundarios establecidos en la película de animación de Walt Disney Studios de 2016. Como es el caso con la mayoría de los proyectos de cuentos en Disney+, el resultado final es una mezcla de episodios que van desde los muy divertidos ('The Godfather of the Bride') hasta los lindos ('So You Think You Can Prance'). Cada uno es definitivamente entretenido y vale la pena verlo y recuerda cuán fértil es el mundo de Zootopia para contar más historias». Diondra Brown de Common Sense Media otorgó a Zootopia+ una calificación de 4 de 5 estrellas, elogió la representación de mensajes positivos y modelos a seguir, afirmando que el programa promueve la creatividad, la imaginación y el trabajo en equipo, al tiempo que destacó las diversas representaciones de los personajes y actores de voz.